# Бородай Василь Захарович
Васи́ль Заха́рович Борода́й (18 серпня 1917, Катеринослав — 19 квітня 2010, Київ) — український скульптор; член Спілки радянських художників України з 1955 року (голова правління у 1968—1982 роках). Член-кореспондент Академії мистецтв СРСР з 1967 року, дійсний член — з 1973 року; почесний член Російської академії мистецтв з 1991 року; академік Академії мистецтв України з 1997 року. Батько художниць Тетяни та Галини Бородаїв, дід художниці Дарії Одайник. 

## Біографія
Народився 5 [18] серпня 1917 року в місті Катеринославі (нині Дніпро, Україна) в сім'ї листоноші. Протягом 1932—1934 років навчався у школі фабрично-заводського учнівства «Юний металіст» у рідному місті, по закінченні якої працював токарем верстатобудівного заводу. У 1936 році вступив до Дніпропетровського художнього училища, яке закінчив з відзнакою.
У Червоній армії з серпня 1941 року. Учасник німецько-радянської війни, під час якої спочатку командував ротою розвідників, потім окупував Польщу, Чехію, Румунію. Член ВКП(б) з 1945 року.
Після війни повернувся до Дніпропетровська й працював майстром у скульптурному цеху. Упродовж 1947—1953 років навчався в Київському художньому інституті, був учнем Михайла Лисенка, Лева Муравіна, Олени Яблонської, Володимира Болдирєва, Таїсії Гайчук-Раздорської. Дипломна робота — скульптура «Олександр Невський».
З 1953 року працював скульптором науково-реставраційної майстерні при Архітектурному управлінні Ради Міністрів УРСР. У 1966—1973 роках обіймав посаду ректора Київського художнього інституту (професор з 1971 року).  Обирався депутатом Верховної Ради УРСР 9-го і 10-го скликань (1975—1985 роки). Був делегатом XXV з'їзду Компартії України (10—13 лютого 1976 року).
Мешкав у Києві в будинку на вулиці Великій Житомирській, № 8 а, квартира № 14. Помер у Києві 19 квітня 2010 року. Похований у Києві на Байковому кладовищі (ділянка № 52а).

## Учні
- Атаманчук Володимир Борисович;
- Багаліка Юрій Васильович;
- Белень Михайло Олексійович;
- Бурда Василь Федорович;
- Валієв Анатолій Васильович;
- Гайдар-Прудка Ольга Олександрівна;
- Ганзенко Володимир Миколайович;
- Глемязь Петро Васильович;
- Гоголь Василь Данилович;
- Голець Ірина Павлівна;
- Головко Володимир Пилипович;
- Гордєєв Віктор Сергійович;
- Грицюк Владислав Михайлович;
- Дідур Денис Іванович;
- Дідур Іван Денисович;
- Дмитрів Михайло Андрійович;
- Древецький Анатолій Анатолійович;
- Єрмаков Сергій Володимирович;
- Єршов Геннадій Олексійович;
- Забой Аліса Василівна;
- Загайкевич Стефан Михайлович;
- Закревський Василь Васильович;
- Калуєв Валерій Георгійович;
- Карпов Євген Олександрович;
- Карунський Олександр Михайлович;
- Кисельов Юрій Олександрович;
- Козлов Леонід Леонідович;
- Концевий Володимир Павлович;
- Корвач Андрій-Василь Богданович;
- Корчовий Василь Іванович;
- Кудрявченко Георгій Олександрович;
- Кулябко-Корецька Людмила Мефодіївна;
- Кухар Роман Романович;
- Кущ Анатолій Васильович;
- Липовка Віктор Романович;
- Лисаківський Микола Михайлович;
- Марголіна Діна Марківна;
- Марченко Юрій Андрійович;
- Мацюк Олександр Васильович;
- Михайлевич Валентина Вікторівна;
- Міненко Володимир Олексійович;
- Найда Руслан Анатолійович;
- Небоженко Володимир Павлович;
- Непорожній Анатолій Кузьмович;
- Нікулін Георгій Владленович;
- Новак Юлія Вікторівна;
- Озюменко Андрій Сергійович;
- Озюменко Петро Сергійович;
- Олашин Василь Степанович;
- Олексієнко Сергій Миколайович;
- Олійник Микола Олексійович;
- Прокопов Євген Йосипович;
- Швецов Валерій Валентинович.

## Творчість

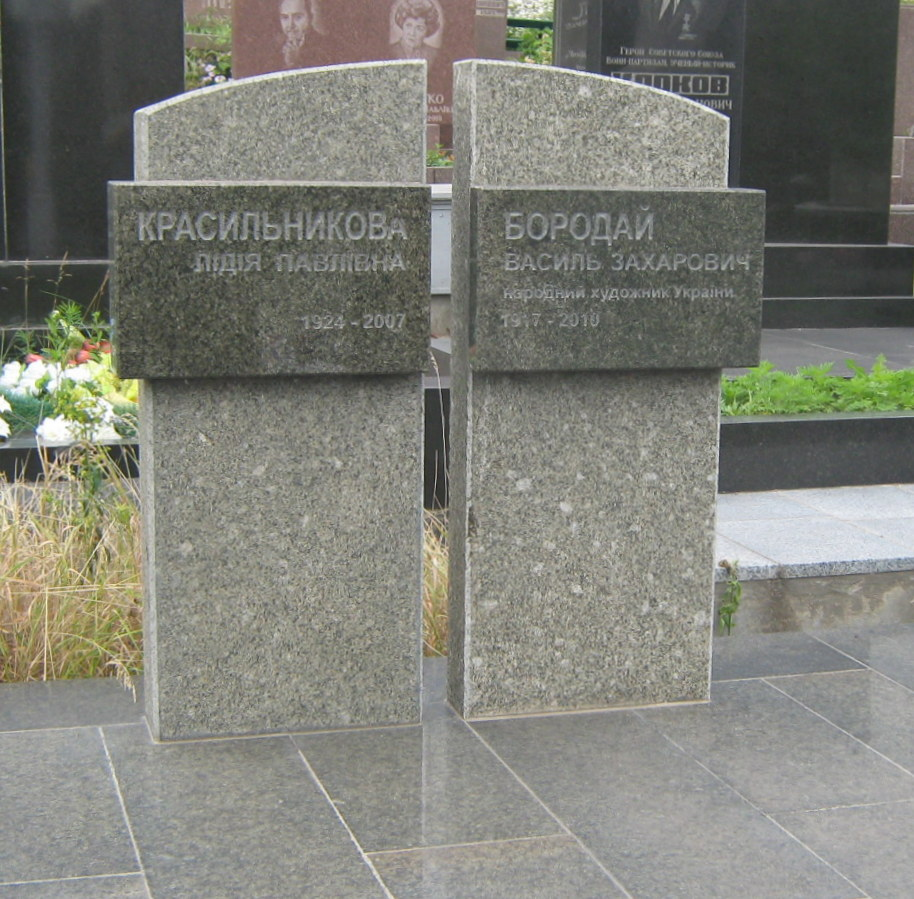
Могила Василя Бородая.

Працював у галузях станкової та монументальної скульптури. Серед робіт:
Станкові роботи
Композиції
- «Юність» (гіпс тонований, 1951; Сімферопольський художній музей);
- «Уходили комсомольцы…» (1955—1957; Національний художній музей України);
- «Земля моя» (1957, Одеський національний художній музей);
- «Козак-бандурист» (гіпс тонований, 1961; Черкаське управління культури[8]);
- «Дума про волю (Тарас Шевченко)» (гіпс тонований, 1961; разом з Іваном Воропаєм; Національний музей Тараса Шевченка);
- «Тарас Шевченко» (оргскло, 1964, разом з Анатолієм Білостоцьким та Оксаною Супрун; Національний музей Тараса Шевченка);
- «Мовчання» (граніт, 1964);
- «Вода прийшла» (1964);
- «Деснянка» (оргскло, 1973);
- «Пам'яті товариша» (мідь, 1974);
- «Вічна слава героям» (1975);
- «Маршал Радянського Союзу Георгій Жуков» (бронза, 1975)[8];
- «Перемога» (оргскло, 1975)[8];
- «Україна» (оргскло, 1976);
- «А мати чекає» (1985);

Портрети
- «Іван Богун» (гіпс тонований, 1954; Національний музей історії України);
- «Петро Панч» (мармур, 1960; Дніпровський художній музей);
- «Угорська студентка» (1960; Закарпатський художній музей);
- «Павло Тичина» (граніт, 1963; Чернігівський історичний музей);
- «Лев Ревуцький» (дерево, 1963; Національний художній музей України);
- «Василь Касіян» (1973; Національний художній музей України);
- «Тетяна Яблонська» (1974; Національний художній музей України).

Автор серії скульптурних та графічних творів «По Єгипту» (1961—1964): «Спрага» — кована мідь, «Мовчання» — граніт, «Ранок» — граніт та інші.
Пам'ятники
- Миколі Щорсу у Києві (у співавторстві, 1954; демонтований 9 грудня 2023);
- Лесі Українці в Міському парку Києва (бронза, 1957);
- Партизанам-ковпаківцям у місті Яремче Івано-Франківської області (кована мідь, граніт, 1967; архітектори Анатолій Ігнащенко, Семен Тутученко);
- Чекістам у Києві (1967; демонтований 28 травня 2016 року[10]);
- Юліушу Словацькому в Кременці (бронза, граніт, 1969; архітектор Анатолій Ігнащенко);
- Тарасові Шевченку в Арров-парку поблизу Нью-Йорка у США (бронза, граніт, 1970; архітектор Анатолій Ігнащенко);
- Василю Скопенку у місті Сандомирі в Польщі (1971)[11];
- Жовтневій Революції на теперішньому майдані Незалежності в Києві (1977, у співавторстві з Валентином Знобою; демонтований 12 вересня 1991 року);
- Батьківщина-Мати у Києві (1981);
- Засновникам Києва у Києві (1982);
- «А мати жде…» у селі Миколаївці, Макарівського району, Київської області;
- Тарасові Шевченку у Білому Бірі у Польщі, (граніт, 1986);
- Петру Калнишевському у селі Пустовійтівка Роменського району Сумської області (1992, у співавторстві);
- Тетяні Яблонській у смт Седневі Чернігівської області, на території творчої бази Національної спілки художників України (2006)[11].

Брав участь у всеукраїнських виставках з 1954 року, всесоюзних з — 1951 року. Персональні виставки відбулися у Києві та Москві у 1964 році, Одесі у 1965 році, Копенгагені у 1968 році. Групова виставка разом з Тетяною Яблонською, Євгеном Волобуєвим, Миколою Глущенком пройшла протягом 1965—1968 років у Баку, Кишиневі, Ризі, Мінську.

## Відзнаки
Нагороджений
- радянськими орденами: Вітчизняної війни І (4 лютого 1945[2]) і ІІ (2 вересня 1944[2]; 6 квітня 1985[12]) ступенів, Червоної Зірки і Червоного Прапора (28 квітня 1945)[2], Трудового Червоного Прапора (1967[11]), Леніна (2 липня 1971[2]), Жовтневої Революції (1982)[11], Дружби народів (1987)[11];
- українськими орденами: «За заслуги» ІІІ ступеня (1997), Богдана Хмельницького ІІІ ступеня (1999), князя Ярослава Мудрого V ступеня (20 серпня 2007)[13];
- срібною медаллю Академії мистецтв СРСР (1965; за скульптурну композицію із серії «По Єгипту»);
- золотою медаллю імені Митрофана Грекова (1969; за пам'ятник партизанам-ковпаківцям в Яремче);

Почесні звання СРСР
- Заслужений діяч мистецтв УРСР з 1960 року;
- Народний художник УРСР з 1964 року;
- Народний художник СРСР з 1977 року.

Лауреат Ленінської премії (1984; за меморіальний комплекс «Український державний музей історії Великої Вітчизняної війни 1941—1945 років»).

## Інше
У журналі «Перець» № 16 за 1977 рік розміщено дружній шарж Анатолія Арутюнянца з нагоди 60-річчя митця.